# The Persuasions
The Persuasions waren eine A-cappella-Band.

## Geschichte
Die Wurzeln der Persuasions liegen Anfang der 1960er Jahre in New York City, wo sich 30 bis 40 Leute aus der Nachbarschaft jeden Tag auf einem Basketball-Feld trafen, erst eine Zeit lang spielten und dann alle gemeinsam sangen. Jimmy „Bro“ Hayes fiel an einem Abend im Frühjahr 1962 auf, dass einige der Männer tatsächlich in Harmonie sangen und kam auf die Idee eine Gesangsgruppe zu gründen. Also lud er die gesamte Gruppe zu sich in seine Wohnung ein. Nur vier von ihnen kamen: Jerry Lawson, Joe „Jesse“ Russell, Jayotis Washington und Herbert „Tubo“ Rhoad.
Die fünf Sänger sangen bereits einige Jahre in Garagen, U-Bahnhöfen und ähnlichen Umgebungen miteinander, als sie eine dieser Sessions als Demo aufnahmen. Produzent David Dashev hörte zufällig die Aufnahme und schickte sie Frank Zappa. Der war begeistert und lud die Band ein nach Kalifornien zu kommen, um professionelle Aufnahmen zu machen. Sie sagten zu und unterschrieben 1968 bei Zappas Straight Records.
Noch im gleichen Jahr erschien das Debütalbum Spread the Word, auf dem sowohl neue Studio- als auch alte Live-Aufnahmen zu hören sind. Anfang der 1970er Jahre wechselte die Band dann zu Capitol Records, wo sie drei Alben aufnahm und zudem bei Aufnahmen anderer Künstler die Background Vocals sang, so auf Phoebe Snows Erstlings-LP. Street Corner Symphony aus dieser Zeit sollte das bestverkaufte Album der Band werden. Mitte der '70er wurden zwei mit Instrumentalbegleitung unterlegte Alben auf A&M veröffentlicht. Auf Chirpin', das 1977 auf Elektra erschien, singen die Persuasions wieder a cappella. Zwischendurch hatte Washington kurzzeitig die Band verlassen und wurde durch Willie C. Daniels ersetzt.
Sie begleiteten unter anderem 1979 Joni Mitchell und 1993 Ned Sublette auf Konzerten.
Ende 1988 starb dann Rhoad. Der Rest der Band blieb bestehen und veröffentlichte bis ins 21. Jahrhundert noch regelmäßig Alben. Im Mai 2017 starb Jimmy Hayes, im Juli 2019 auch Jerry Lawson.

## Diskografie
- Acappella (1970)
- Street Corner Symphony (1971)
- We Came To Play (1971)
- Spread The Word (1972)
- We Still Ain't Got No Band (1973)
- I Just Want To Sing With My Friends (1974)
- More Than Before (1974)
- Chirpin' (1977)
- Comin' At Ya (1979)
- No Frills (1984)
- Good News (1988)
- Live In The Whispering Gallery (1993)
- Toubo's Song (1993)
- Right Around The Corner (1994)
- Stardust (1994)
- Sincerely (1996)
- You're All I Want For Christmas (1997)
- Man, Oh Man: The Power of The Persuasions (1997)
- On The Good Ship Lollipop (1999)
- Frankly A Cappella: The Persuasions Sing Zappa (2000)
- Might As Well...The Persuasions Sing Grateful Dead (2000)
- Sunday Morning Soul (2000)
- The Persuasions Sing The Beatles (2002)
- A Cappella Dreams (2003)
- The Persuasions Sing U2 (2005)
- Knockin’ On Bob's Door (2010)